# バヴァリアン・ハウンド
バヴァリアン・ハウンド（英：Bavarian Hound）は、ドイツ原産のセントハウンド犬種のひとつである。
別名はバヴァリアン・マウンテン・ハウンド（英：Bavarian Mountain Hound）だが、時々先祖のハノーヴァリアン・ハウンドもその名で呼ばれることがあり、混乱も起こっているため基本的には使用を制限されている。通常呼ばれる犬種名もかなり紛らわしいので、混同しないように細心の注意が必要である。

## 歴史
19世紀の終わりごろ、山岳地帯で使える優秀なセントハウンド犬種を目指して作り出された犬種である。力強いが重量のあるハノーヴァリアン・ハウンドを軽量化させ、俊敏にするためにティロリアン・ハウンド（ティロリアン・ダックスブラッケとも言う）など、数種の猟犬種を掛け合わせて作られた。
主に山岳地帯でのセントハント（嗅覚猟）に使われた。足場の悪い山岳地帯は多くの犬種が苦手とする狩猟場であるが、本種は足腰が丈夫でかつ俊敏であるため、どんなに足場が悪い場所であっても楽々と駆け回ることが可能である。
唯一苦手なのは底なし沼であるとされているが、山岳地帯に基本的に底なし沼は存在せず、あったとしてもよけて歩くために猟犬としての欠点は全く無い。底なし沼が苦手だという話は、別種のセントハウンド犬種の擁護者が突き立てた“いちゃもん”であり、特に気にされることの無い蛇足な話である。
本種の獲物は鹿やカモシカで、主人が遠くから猟銃で撃ち、一撃で倒せず（弱らせられず）逃げてしまった場合にその血のにおいを追跡することが仕事である。獲物を発見すると吠えて主人に知らせ、場合によっては獲物に攻撃を行ったり、噛み留めを行って逃げられないようにすることもある。しかし通常は本種が一人で獲物を倒すことはせず、主人が猟銃で止めを刺す。
ドイツ国内原産の犬種としては最も血のにおいを追跡するのに長け、かつ足腰の強い猟犬であるとされて知名度があり、原産地では現在も大半が実猟犬として飼育されている。ペットやショードッグとして飼育されているのは極めて珍しく、ドイツ国内でもなかなか見かけることの出来ない希少な犬種である。

## 特徴
先細りで短いマズルを持ち、首は短く太めである。胴は長いが、筋肉質の引き締まった体つきをしていて頑丈である。実猟用の犬はショー用・ペット用の犬に比べて更に筋骨隆々であり、ややゴツめの体格をしている。脚の長さは普通であるため、胴が長いという特徴はあまり際立っていない。脚も筋肉質で引き締まっていて、起伏の激しい岩場でも軽々と駆け回ることが出来る。眼光はやや鋭く、耳は丸みのある垂れ耳、尾は飾り毛の無い先細りの垂れ尾。コートはつやのあるスムースコートで、毛色はフォーン、レッド、マホガニーの単色に、マズル、顔、耳が黒いブラックマスクというマーキングが入ったもの。稀にブリンドルの毛色の犬もいる。体高45〜50cm、体重25〜35kgの中型犬で、性格は主人に忠実で従順、温和だが、やや神経質で頑固な一面もある。
生粋の猟犬種であるため初心者が飼育するのは難しく、飼うには本種もしくは実猟犬の飼育経験がある猟師にしっかりとしつけや飼育の指導を受けることが必要となる。身体能力が高く、野山自由に駆け回ることやにおいを追跡することが大好きで、運動量は非常に多く、室内に常に閉ざされた状態での飼育では強いストレスを感じてしまう。この運動量は通常の長い散歩だけでは全く足りず、川や山、海などに行ってたっぷりと遊んでやることではじめて消化できるほどの多さである。室内飼いは可能だが、先に述べたとおり狭い室内に常に閉じ込められた状態を嫌い、どちらかといえば外で（庭で）飼育するか、一日に数回の外出の時間を設けてあげる必要がある。これに加えて莫大な運動量が通常では消化しきれないため、日本の都市部や集合住宅等での飼育はかなり難しい。ちなみに、最も運動量が多い犬種の域にも入るため、『（運動量の多さは）グレイハウンドも青くなる』
といった、やや誇張した比喩も行われる。かかりやすい病気は運動のし過ぎなどによる関節疾患、抱き方がよくない場合におきやすい椎間板ヘルニアなどがある。胴の長い犬種全てにいえることだが、そのような犬種を抱くときは片手で胸を、もう片手で腰を抱えて抱くのが正しい抱き方である。